# Brdo Sinaj
Brdo Sinaj ili planina Sinaj (arap. طور سيناء Tur Sina ili جبل موسى Jabal Musa; hebr. הר סיני Har Sinai) je planina na Sinajskom poluotoku u Egiptu. Nosi još nazive Horeb i Jabal Musa (Mojsijeva planina).
Planina se spominje u Bibliji, Tori i Kuranu kao mjesto gdje je prorok Mojsije primio ploče s deset zapovjedi.

## Zemljopis
Planina se nalazi na Sinajskom poluotoku u Egiptu blizu grada St. Catherine. Ona je sa svojih 2285 metara drugi najveći vrh Sinaja poslije planine koja nosi naziv St. Catherine i visoka je 2629 metara.

## Religijski značaj
Planina Sinaj jedna je od najvažnijih svetih mjesta monoteističkih religija. Za razliku od lokalnih beduina koji vjeruju da je Bog Izraelcima na ovome brdu dao ploče s zapovijedima, kršćanki nauk govori da to ipak nije Sinaj već brdo Serbal u blizini. Kršćani su se ovdje počeli doseljavati u trećem stoljeću. Gruzijci s Kavkaza dolaze u petom stoljeću, a svoju koloniju osnivaju u devetom stoljeću. Oni oko Sinaja podižu svoje hramove. 

## Samostan u sjeni brda
Samostan sv. Katarina, koji je pod UNESCO-ovom zaštitom, nalazi se u podnožju planine. Smješten je u uskom klancu na nepristupačnom mjestu na visini od 1550 metara. Ovaj grkokatolički samostan izgradio je car Justinijan I. Veliki. Smatra se da je ovo najstariji aktivni samostan na svijetu. 

## Uspon
Kako bi se uspeli do vrha postoje dvije staze. Prva je Siket el Bashait i uspon njome do vrha traje dva i pol sata. Može se ići pješice ili s devama. Druga je Siket Sayidna Musa i puno je strmija pa deve ne mogu ići. Nosi i naziv pokornička staza.

## Vrh
Na vrhu planine smješteni su džamija koja je i dalje mjesto molitve kod muslimana,(samostan nije grkokatolički već autokefalni pravoslavni s višom instancom Kairskog patrijarha[nedostaje izvor]) grkokatolička kapelica koja je 1934. sagrađena na temeljima crkve iz 16. stoljeća. Za razliku od džamije, kapelica nije otvorena za javnost. Ta kapela zatvara stijenu 
na kojoj je navodno Mojsije primio ploče sa zapovjedima. Na vrhu se nalazi i špilja za koju se tvrdi da je bila mjesto Mojsijeva boravka dok je čekao Ploče.

## Galerija
- Izlazak sunca
- Samostan sv. Katarine
- Samostan u klancu
- Posljednji metri do vrha